# Petr Poš
Petr Poš (2. ledna 1944 Praha – 1. května 2015) byl český výtvarník a režisér animovaných filmů.

## Ocenění
- 1987 Cena Jiřího Trnky za film Lakomá Barka